# NuGet
NuGet е система за управление на пакети, разработена от Outercurve Foundation.

## Описание
Първоначално разработен като добавка за Visual Studio, NuGet позволява на разработчиците лесно да преизползват готов код. NuGet пакетът представлява ZIP файл, който обикновено съдържа метаданни, един или повече DLL файлове, в някои случаи и изходен код.
Клиентското приложение е безплатно и с отворен код.